# Juan José Zúñiga
Juan José Zúñiga Macías (Uncía, 30 de septiembre de 1968) es un militar boliviano dado de baja que se desempeñó el cargo de comandante general del Ejército de Bolivia desde noviembre de 2022 hasta su destitución en junio de 2024. Fue uno de los principales líderes, el más visible, del intento de golpe de Estado del 26 de junio de 2024 en contra del gobierno de Luis Arce.
Es experto en inteligencia militar y fue el número 48 de 65 oficiales graduados en 1990.  Ha tenido relación con varios con los movimientos sociales y sindicatos por lo que le han llegado a apelar como general del pueblo. 

## Biografía
Juan José Zúñiga Macías nació el 30 de septiembre de 1968 en el municipio boliviano de Uncía, Potosí.
Tras realizar su formación primaria y secundaria en el Colegio Ayacucho, obtuvo el título de Bachiller en 1986.

#### Cadete del Colegio Militar del Ejército (1987-1990)
Continuó con sus estudios superiores, logrando ingresar en 1987 al Colegio Militar del Ejército (COLMIL) y egresando con el grado de subteniente  el año 1990. Aunque cabe mencionar que Zúñiga egresó (se graduó) ocupando el puesto número 48 de entre los 65 oficiales graduados de su promoción. 

### Carrera militar (1990-2024)
Realizó su carrera militar ascendiendo en 1995 al grado de teniente, en el año 2000 a capitán, en 2005 a mayor, en 2010 a teniente coronel, en 2015 a coronel y finalmente ascendió a general en 2020.
Ocupó diversos puestos a lo largo de su trayectoria militar, entre ellos, ostentando el grado de coronel, el de comandante del regimiento REIM-23 «Max Toledo» entre 2012 y 2013. Luego, fue designado como jefe de Estado Mayor y ascendido al grado de general de brigada.   
El 1 de noviembre de 2022, bajo el gobierno del presidente Luis Arce, fue nombrado comandante general del Ejército de Bolivia; en enero de 2024 fue ratificado en el cargo por el mismo mandatario.
En 2023 Zúñiga manifestó que  había sido humillado y castigado en el gobierno de la expresidenta Jeanine Áñez que lo había tildado de "peligroso" asegurando que 

logró llegar a la comandancia del Ejército "rompiendo una lógica de castas y logias"

 y calificando de "golpe de estado" los hechos ocurridos en el país en 2019.

### Destitución e intento de golpe de Estado

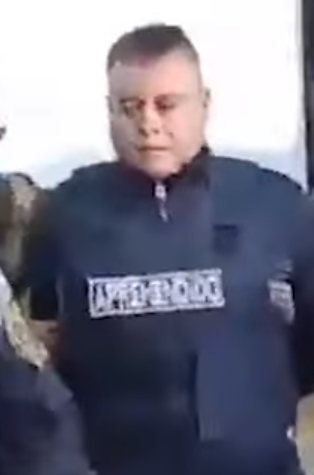
Zuñiga, tras ser detenido por la policia boliviana.

Fue relevado de su cargo de comandante general tras una serie de amenazas del 24 de junio de 2024, a través de una entrevista televisiva, proferidas contra el expresidente de Bolivia Evo Morales. En ellas, lo calificó de "traidor" y lo acusó de tramar el "acortamiento del mandato" del presidente Arce, al tiempo que afirmó que la Constitución de Bolivia impediría que Morales volviera al poder ante su pretensión de postularse nuevamente para las elecciones de 2025.
Previo a esto, Zúñiga fue acusado por Morales de ser el comandante de la organización paramilitar Pachajcho, presuntamente conspirando para eliminarlo como parte de un «plan negro» contra líderes cocaleros y opositores políticos.
El martes 25 de junio fue destituido y relevado debido a los exabruptos contra Morales lanzados en dicha entrevista televisiva. Líderes de la izquierda que conforman el Grupo de Pueblapresionaron a Arce para su destitución.
Al día siguiente, el 26 de junio, ya relevado y destituido, llevó a cabo infructuosamente un intento de golpe de Estado, hecho por el cual fue despojado de su grado, dado de baja y encarcelado.

## Polémicas
En 2013  sale a la luz un informe, atribuido al suboficial Porfirio Quispe, que acusaba a José Zúñiga de malversación, fue acusado por la suma de Bs. 2,7 millones destinados a los programas de gobierno Bono Juancito Pinto (destinado a los niños y niñas de la escuela primaria), la Renta Dignidad (una pensión para mayores de 60 años) y viáticos militares,  por lo que  estuvo encarcelado siete días.
El general Luis Begazo acusó a Zúñiga de  estar involucrado en actividades ilícitas transfronterizas de narcotráfico desde la gestión del expresidente Evo Morales. 
A Juan José Zúñiga Macías se le ha vinculado con un grupo de poder dentro del ejército que realizaba tareas de inteligencia y facilitaba el contrabando en las fronteras. Este grupo era denominado Pachajchos y se constituyó como un grupo cerrado de presión dentro de la cúpula del ejército boliviano. En 2022 Evo Morales denunció públicamente que Zúñiga y el grupo Pachajchos de estar ejecutando un “plan negro” para desacreditar su imagen.
Desde 2022 mantiene una postura enfrentada a Evo Morales en la que ha llegado a manifestar en declaraciones a medios de comunicación el lunes 24 de junio de 2024  que 

legalmente Evo Morales está inhabilitado .../... El Ejército y las Fuerzas Armadas tienen la misión de hacer respetar y cumplir la Constitución, ese señor (Morales) no puede volver a ser presidente del país.